# Castelo Kinnaird
Castelo Kinnaird é um castelo do século XV situado perto de Brechin em Angus, Escócia. O castelo tem sido a residência da família Carnegie, os Condes de Southesk, durante mais de 600 anos. É um edifício listado de Categoria B e os terrenos estão incluídos no Inventário de Jardins e Paisagens Projetadas na Escócia.

## História

### Século XIV
As cartas mostram que uma mansão existia na propriedade.

### Século XV
Um castelo foi mencionado no local em 1409, quando a propriedade foi concedida ao Clã Carnegie. Após a Batalha de Brechin em 18 de maio de 1452, o castelo foi incendiado por Alexander Lindsay, 4.º Conde de Crawford, uma vez que o Clã Carnegie havia apoiado o Rei Jaime II da Escócia.

### Século XVII
Em 1617, o Rei Jaime VI ficou em Kinnaird. Os Reis Carlos I e Carlos II também visitaram o castelo. James Graham, 1.º Marquês de Montrose passou 3 anos em Kinnaird a partir de 1629.

### Século XVIII
Durante o inverno de 1715, James Francis Edward Stuart (o Velho Pretendente) passou algum tempo no castelo. Como punição por apoiar a insurreição jacobita de 1715, a propriedade foi confiscada. O castelo foi transformado pelo arquiteto James Playfair em 1791 numa grande casa.

### Século XIX
O castelo voltou a ser propriedade do Clã Carnegie em 1855 e foi remodelado ao estilo vitoriano baronial.

### Século XX
O castelo ardeu até ao chão em 1921 e foi reconstruído.